# Henryk Dulęba
Henryk Teodor Dulęba (ur. 1 lipca 1849 w Kleczanowie k. Sandomierza, zm. 14 grudnia 1913 w Niezabitowie) – działacz socjalistyczny i robotniczy, ślusarz.

## Życiorys
Syn Juliana, nadleśniczego lasów państwowych. Urodził się w chłopskiej rodzinie o szlacheckim pochodzeniu. Po ukończeniu 2 klas szkoły powiatowej w Sandomierzu, osierocony, został oddany przez opiekuna do gimnazjum w Lublinie. W 4 klasie wydalono go z gimnazjum za sprzeciw wobec nauczania religii w języku rosyjskim. Następnie uczył się w Warszawie. Pod wpływem idei „narodników”, porzucił szkołę na rzecz działania wśród ludu.
Po przybyciu do Warszawy prowadził z Józefem Szmausem mydlarnię. Był współtwórcą Międzynarodowej Socjalno-Rewolucyjnej Partii Proletariatu i członkiem jej pierwszego Komitetu Centralnego, reprezentował ideę zaangażowania w działalność rewolucyjną prostego chłopstwa.
Został aresztowany w styczniu 1884 podczas spotkania z członkami partii. Skazany na 13 letnią katorgę nad rzeką Karą na Syberii. Po zakończeniu kary w 1893 przebywał do 1899 w Okręgu Jakuckim na zesłaniu.
W 1901 przeniósł się do Kraju Zabajkalskiego gdzie prowadził sklep na stacji kolejowej. Brał aktywny udział w rewolucji w 1905, aresztowany w Czycie uniknął rozstrzelania. W 1906 powrócił w rodzinne strony i zaprzestał działalności politycznej.
Irena Koberdowa podaje, że podczas I wojny światowej w Niezabitowie zatrzymał się oddział wojsk rosyjskich, dowódca Zachary Sokolski, który był wraz z Dulębą sądzony w procesie proletariatczyków nakazał żołnierzom oddanie nad grobem działacza salwy honorowej.
Jego postać została przedstawiona w filmie Biały mazur.
Od 1985 był patronem nieistniejącej obecnie Lokomotywowni Warszawa-Praga (powst. 1877).